# Euphorbia bivonae
L'euforbia di Bivona (Euphorbia bivonae Steud., 1840) è una pianta appartenente alla famiglia delle Euforbiacee, diffusa nelle aree costiere del bacino del Mediterraneo.
Il nome della specie è un omaggio al botanico siciliano Antonino Bivona Bernardi (1770–1837).

## Descrizione

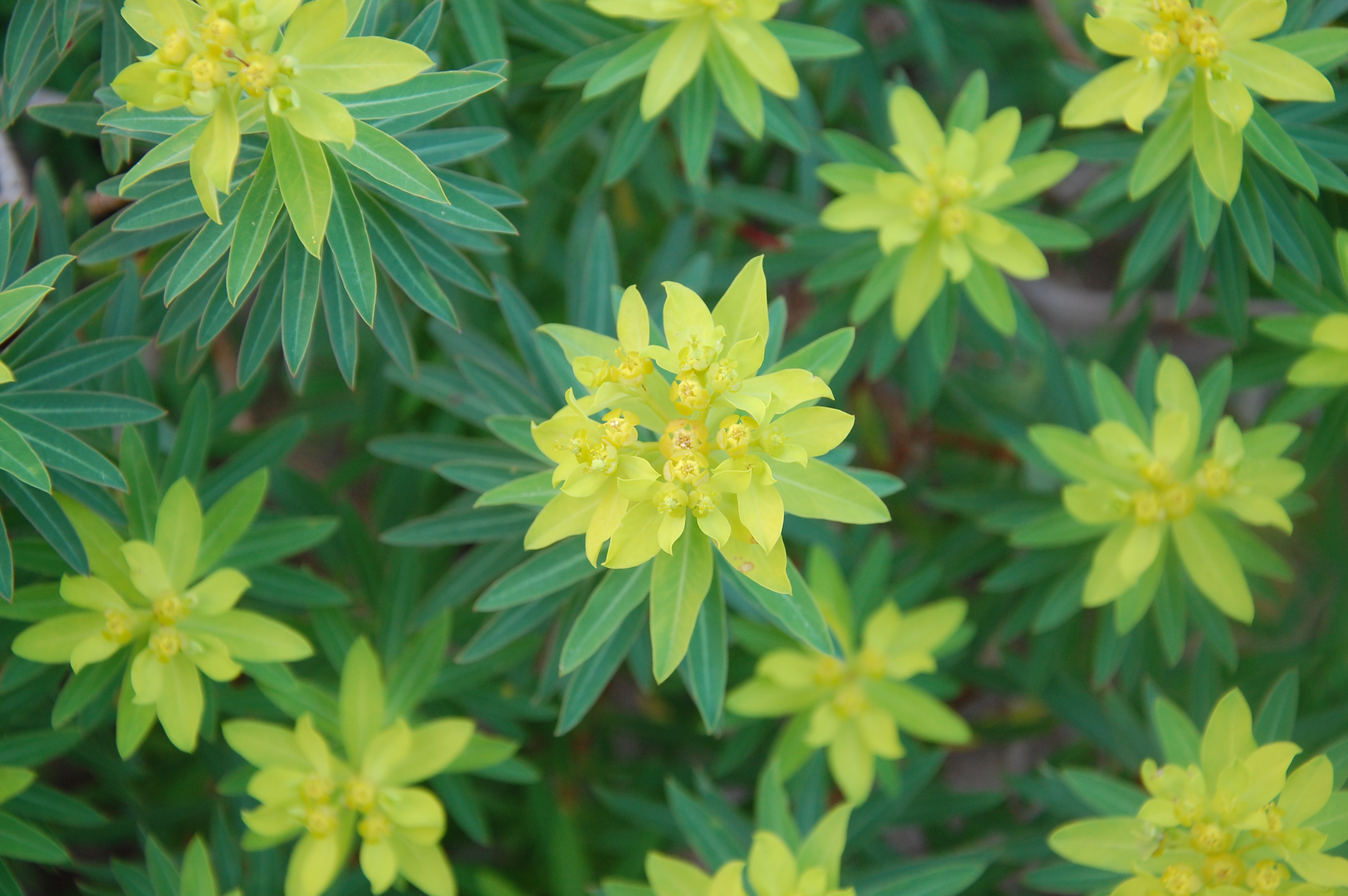
Fiori

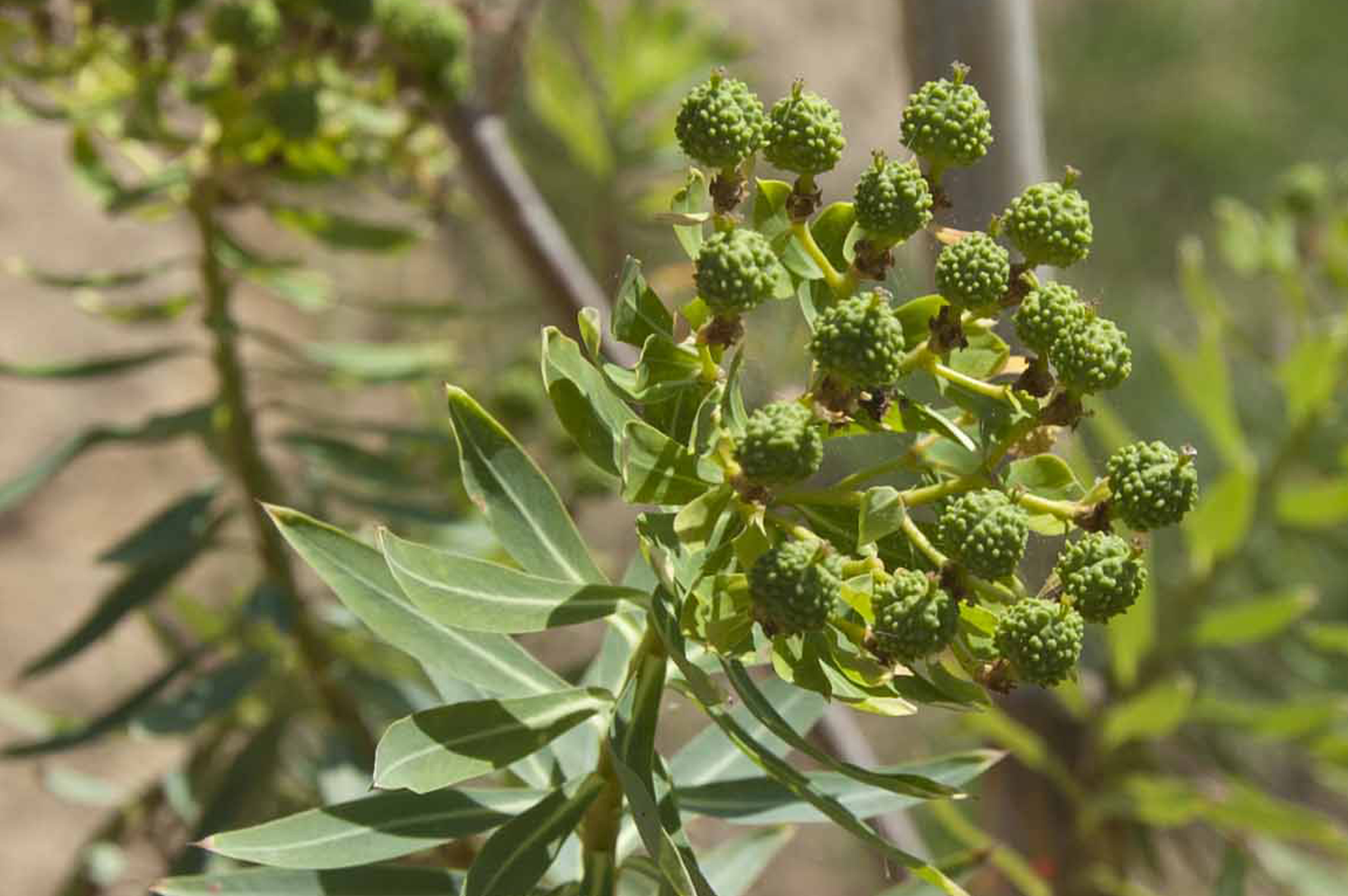
Frutti

È una pianta a portamento cespuglioso, alta 1-1,5 m, con rami rossastri, inferiormente nudi, densamente fogliosi in alto. I rami, se spezzati, secernono un lattice bianco irritante per la pelle.

Nel periodo estivo si presenta sotto forma di arbusti privi di foglie e dall'aspetto scheletrico. Nel periodo invernale e primaverile forma dei veri e propri cuscini sferici con foglie lanceolate, con margine interno, di colore verde glauco.

L'infiorescenza è una ombrella a 4-5 raggi, con brattee simili alle foglie e bratteole ampiamente ovate, ottuse, mucronate, giallastre. Fiorisce da novembre a marzo.

Il frutto è una capsula tricarpellare lunga circa 4 mm, caratteristicamente ricoperta di tubercoli, che racchiude al suo interno semi ovoidali di circa 3 mm di lunghezza.

## Distribuzione e habitat
La specie ha un areale prevalentemente nordafricano (Marocco, Algeria, Tunisia, Libia ed Egitto) che si estende a nord sino alle isole di Malta, Favignana, Levanzo e Marettimo e alla parte costiera della Sicilia occidentale (provincie di Agrigento, Trapani e Palermo), nonché all'isoal di Creta.
Predilige gli ambienti rupestri calcarei fino 300 m s.l.m.; si riscontra talora nelle garighe e nella macchia mediterranea.

## Tassonomia
Sono note le seguenti sottospecie:
- Euphorbia bivonae subsp. bivonae Steud., 1840
- Euphorbia bivonae subsp. tunetana Murb., 1899